# Łódź saperska

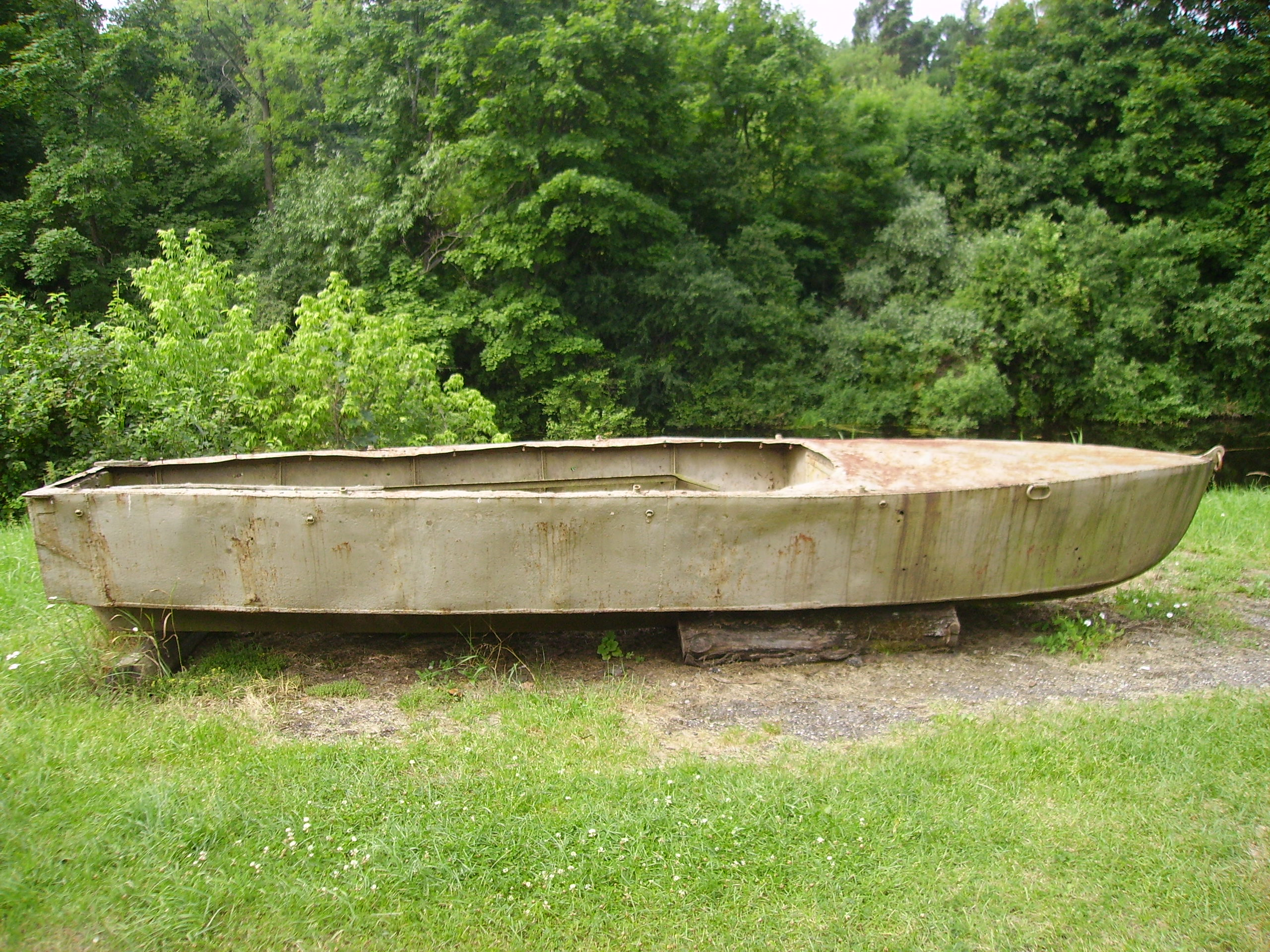
Metalowa łódź desantowa w Muzeum Twierdzy Osowiec

Łódź saperska - lekki środek przeprawowy. W zależności od wykorzystania łodzie saperskie dzielą się na: rozpoznawcze i desantowe. Łodzie te mogą być metalowe, drewniane, gumowe, z tworzyw sztucznych itp.